# Днепър-1
„Днепър-1“ (на украински: Спортивний клуб „Дніпро-1“ на руски: Спортивный клуб „Днепр-1“) е украински професионален футболен клуб от град Днипро, основан на 10 март 2017 г.
Отборът ще състезава в най-високото ниво на украинския клубен футбол след като спечели първенството в Първата лига на Украйна за 2018/19 година .
Играе домакинските си мачове на стадион „Днепър Арена“, който разполага с капацитет от 31 003 места.
Кадровата политика на СК „Днепър-1“ предвижда налагането на собствени възпитаници и като цяло на украински футболисти. В заявката на отбора за сезон 2017/18 20 играчи от 31 са възпитаници на днепропетровския футбол през сезон 2018/19 — 21 из 37.

## Успехи
- Украинска Премиер Лига:
  -  Сребърен медал (1): 2022/23
- Купа на Украйна:
  - 1/2 финалист (2): 2017/18, 2018/19
- Първа Лига: (2 ниво)
  -  Победител (1): 2018/19